# 長宗我部地検帳
長宗我部地検帳（ちょうそがべちけんちょう）とは、豊臣政権下の土佐国（現在の高知県）主・長宗我部氏による検地の結果をまとめた検地帳。国指定重要文化財。御櫓帳（おやぐらちょう）という別名があり、文化財指定名称は「長曽我部地検帳」である。

## 概要
1587年（天正15年）に長宗我部元親により太閤検地の一環として検地は開始され、元親の死後は子・盛親により続けられた。文禄・慶長期に新干拓地の検地や天正期における検地の見直しがあり、最終的に1598年（慶長3年）の終了するまでの間の土佐全体の検知の記録がこの検地帳には記されており、368冊が現存している。
検地終了後、豊臣政権が終わり徳川幕府へ移る。1601年（慶長6年）に土佐国（→土佐藩）に山内一豊が入国した時、長宗我部氏の居城であった浦戸城に入場し、地検帳も押収した。七郡の郡奉行がそれぞれ保管し、初期の土佐藩政に利用した。
1697年（元禄10年）汚損のために37冊が複写される。その際に吾川郡弘岡村の所務帳3冊も混入してしまった。
1737年（元文2年）以降は他の書類と共に証文櫓に保管。土佐山内氏下の土佐においてもこの地検帳の土免の定め方などは受け継がれた。
1971年（昭和46年）に国指定重要文化財に指定された。

## 内容
袋とじ冊子装・料紙楮紙で作成されている。内訳は安喜郡31冊、香我美郡32冊、長岡郡52冊、土佐郡49冊、吾川郡27冊、高岡郡72冊、幡多郡105冊。
各冊約縦39.5cm×横27.5cm。
間竿（別竿説もある）は六尺三寸で、一反300歩制、300歩で50代（1代＝6歩）の単位を用いている。尚、測定方法などは当時としては最新的ではあるものの、代という古い単位を使用したことについては山内氏が各検地の性格を指摘している。